# Einsteinium(III)-jodid
Az einsteinium(III)-jodid EsI3. egy radioaktív vegyület. Borostyánszínű szilárd anyag.
Hexagonális kristályrendszerben kristályosodik, tércsoport R3, rácsállandók a = 753 pm és c = 2084.5 pm, elemi cellája hat atomot tartalmaz. A kristályszerkezete izotipikus a bizmut(III)-jodiddal.

## Fordítás
- Ez a szócikk részben vagy egészben  az   Einsteinium(III) iodide című angol Wikipédia-szócikk fordításán alapul.  Az eredeti cikk szerkesztőit annak laptörténete sorolja fel. Ez a jelzés csupán a megfogalmazás eredetét és a szerzői jogokat jelzi, nem szolgál a cikkben szereplő információk forrásmegjelöléseként.
- Ez a szócikk részben vagy egészben  az   Einsteinium(III)-iodid című német Wikipédia-szócikk fordításán alapul.  Az eredeti cikk szerkesztőit annak laptörténete sorolja fel. Ez a jelzés csupán a megfogalmazás eredetét és a szerzői jogokat jelzi, nem szolgál a cikkben szereplő információk forrásmegjelöléseként.